# Dan Riba

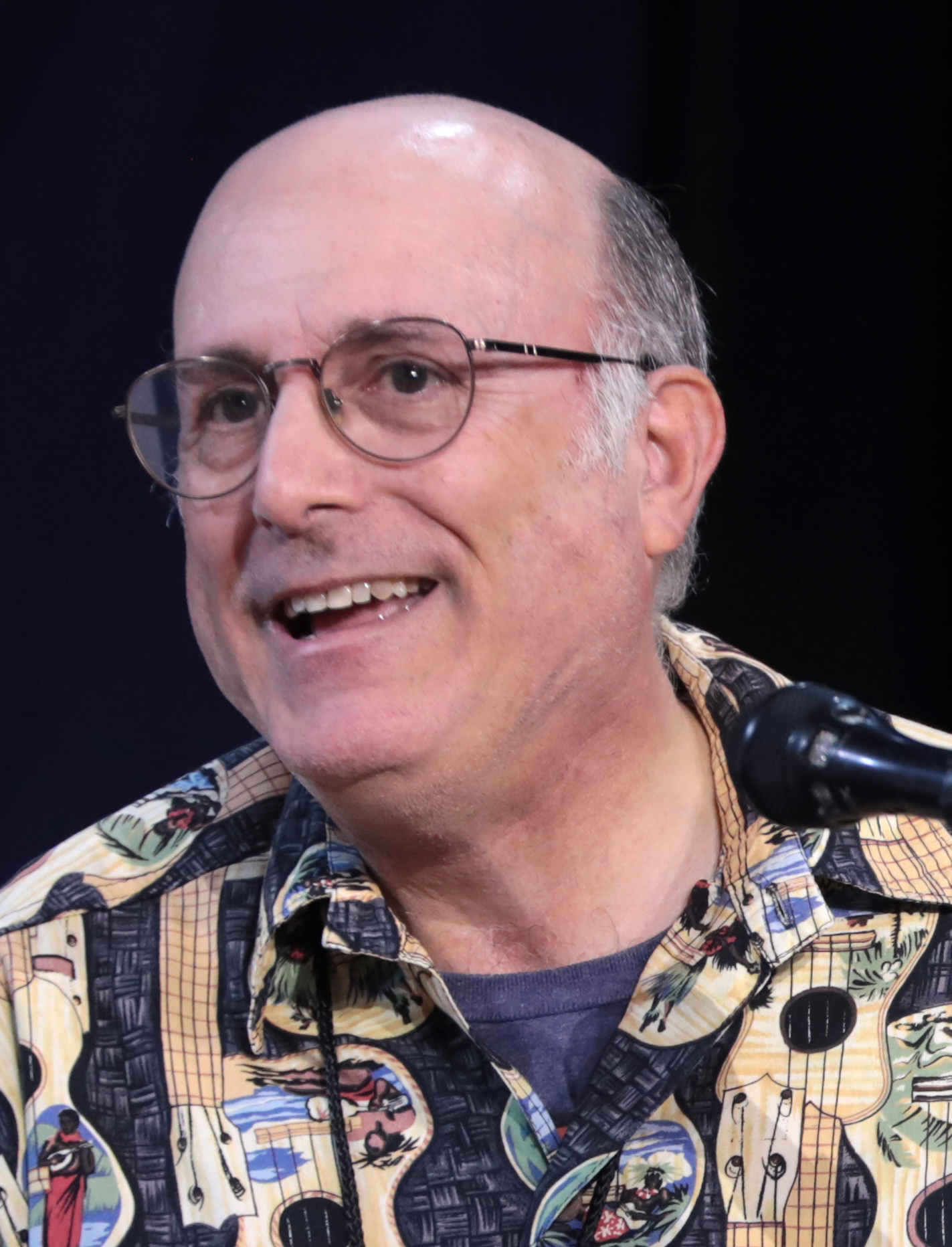
Dan Riba (2023)

Daniel Esteban „Dan“ Riba (* 1960) ist ein US-amerikanischer Regisseur und Storyboardkünstler.

## Leben
Daniel Esteban Riba begann seine Filmkarriere mit dem Anfertigen von Storyboards für Zeichentrickserien wie Mister T, Turbo Teen und The Real Ghostbusters. Nachdem er 1987 für die Zeichentrickserie ALF – Erinnerungen an Melmac engagiert worden war, durfte er erstmals 1988 bei einigen Episoden die Regie übernehmen. Zwar arbeitete er noch parallel an der Science-Fiction-Zeichentrickserie C.O.P.S. komplett am Storyboard, aber künftig sollte Riba sich bei Serien wie Batman, Superman, Die Liga der Gerechten, Freakazoid! und zuletzt bei Ben 10: Alien Force und Ben 10: Ultimate Alien fast ausschließlich auf die Regie konzentrieren.

## Filmografie (Auswahl)
- 1983: Mister T (Zeichentrickserie, 13 Episoden als Storydirector)
- 1984: Turbo Teen (Zeichentrickserie, 13 Episoden als Storydirector)
- 1986: The Real Ghostbusters (Zeichentrickserie, 13 Episoden als Storyboard Artist)
- 1987–1989: ALF – Erinnerungen an Melmac (ALF: The Animated Series) (Zeichentrickserie, 13 Episoden Regie, 26 Episoden Storyboard)
- 1988–1989: C.O.P.S.
- 1993–1998: Batman (Zeichentrickserie, 18 Episoden)
- 1993: Batman und das Phantom (Batman: Mask of the Phantasm) (Sequenzregisseur)
- 1995–1996: Freakazoid! (Zeichentrickserie, 13 Episoden)
- 1996–2000: Superman (Zeichentrickserie, 15 Episoden)
- 1999–2001: Batman of the Future (Zeichentrickserie, 13 Episoden)
- 2001–2006: Die Liga der Gerechten (Justice League / Justice League Unlimited) (Zeichentrickserie, 26 Episoden Regie, acht Episoden Storyboard)
- 2003–2004: Xiaolin Showdown (Zeichentrickserie, drei Episoden)
- 2008: Turok: Son of Stone
- 2008–2010: Ben 10: Alien Force (Zeichentrickserie, 19 Episoden)
- 2010–2012: Ben 10: Ultimate Alien (Zeichentrickserie, 18 Episoden)
- 2012–2014: Ben 10: Omniverse (Zeichentrickserie, 26 Episoden)
- 2017: Dinotrux (Animationsserie, vier Episoden)
- 2017–2018: Dinotrux Supercharged (Animationsserie, neun Episoden)
- 2019–2020: Harvey Miezen für immer! (Harvey Street Kids) (Zeichentrickserie, neun Episoden)
- 2020: Jurassic World: Neue Abenteuer (Jurassic World: Camp Cretaceous) (Animationsserie, eine Episode)
- 2021: Gabby’s Dollhouse (Animationsserie, acht Episoden)
- 2021–2022: Trolle: TrollsTopia (Trolls: TrollsTopia) (Animationsserie, drei Episoden)

## Auszeichnungen (Auswahl)
Annie Award
- 2001: Nominierung für die beste Regie einer animierten Fernsehproduktion für die Folge Luthors Plan (Clash) der Serie Die Liga der Gerechten

Emmy
- 1994: Nominierung für das beste animierte Kinderprogramm für Batman
- 1997: Nominierung für das beste animierte Programm für Superman: The Animated Series
- 1998: Nominierung für das beste animierte Programm für Freakazoid!
- 1999: Auszeichnung für das beste animierte Programm für Batman
- 2000: Nominierung für das beste animierte Programm für Batman
- 2000: Nominierung für das beste animierte Programm für Batman of the Future
- 2001: Auszeichnung für das beste animierte Programm für Batman of the Future
- 2002: Nominierung für das beste animierte Programm für Batman of the Future